# Улица Розы Люксембург (Владикавказ)
Улица Розы Люксембург — улица во Владикавказе, Северная Осетия, Россия. Находится в Промышленном муниципальном округе между улицами Кирова и Льва Толстого. Начинается от улицы Кирова.
От улицы Розы Люксембург начинаются Покровский переулок и улица Торчинова. На западе граничит с набережной Терека.

## История
Улица названа именем революционной деятельницы Розы Люксембург.
Улица сформировалась во второй половине XIX века. Впервые отмечена как улица «Екатерининская» на плане Владикавказа «Карты Кавказского края». Называлась в честь российской императрицы Екатерины II. Упоминается под этим же названием в Перечне улиц, площадей и переулков от 1911 года.
Переименована в улицу Розы Люксембург постановлением Исполкома Владикавсказского городского Совета от 25 октября 1922 года «в ознаменование 5-й годовщины Октябрьской революции».

## Источник
- План г. Владикавказа. (Фрагмент. «Карта Кавказского края», Издание картографического заведения А. Ильина. СПб, 60-70-е гг. XIX в.).
- Кадыков А. Н. Улицы, переулки, площади и проспекты г. Владикавказа: Справочник. — Респект, 2010. — С. 13—15 — С. 512 — ISBN 978-5-905066-01-6
- Торчинов В. А., Владикавказ., Краткий историко-краеведческий справочник, Владикавказ, Северо-Осетинский научный центр, 1999, стр. 91, ISBN 5-93000-005-0